# Campionatul Mondial de Scrimă din 1956
Campionatul Mondial de Scrimă din 1956 s-a desfășurat în perioada la Londra în Regatul Unit. Doar proba de floretă feminină s-a tras, nefiind pe programul Jocurilor Olimpice din același an.

## Rezultate

### Feminin
| Probă             | Aur | Argint                                                                                  | Bronz |
| Floretă pe echipe | Uniunea Sovietică Vivetta Iagodina Emma Efimova Tamara Evplova Valentina Rastvorova Nadejda Șitikova Aleksandra Zabelina | Franța Kate Bernheim Renée Garilhe Lylian Guyonneau Françoise Mailliard Régine Véronnet | Ungaria Lídia Dömölky-Sákovics Ilona Elek Margit Elek Katalin Kiss Magdolna Nyári-Kovács Györgyi Marvalics-Székely |

## Clasament pe medalii
| Loc | Țară              | Aur | Argint | Bronz | Total |
| --- | ----------------- | --- | ------ | ----- | ----- |
| 1   | Uniunea Sovietică | 1   | 0      | 0     | 1     |
| 2   | Franța            | 0   | 1      | 0     | 1     |
| 3   | Ungaria           | 0   | 0      | 1     | 1     |